# Gunung Bahu
Gunung Bahu är ett berg i Indonesien.   Det ligger i provinsen Aceh, i den västra delen av landet, 1 600 km nordväst om huvudstaden Jakarta. Toppen på Gunung Bahu är 2 273 meter över havet, eller 202 meter över den omgivande terrängen. Bredden vid basen är 1,8 km.
Terrängen runt Gunung Bahu är bergig västerut, men österut är den kuperad. Runt Gunung Bahu är det ganska glesbefolkat, med 27 invånare per kvadratkilometer. I omgivningarna runt Gunung Bahu växer i huvudsak städsegrön lövskog.